# Wolfgang Gehrcke

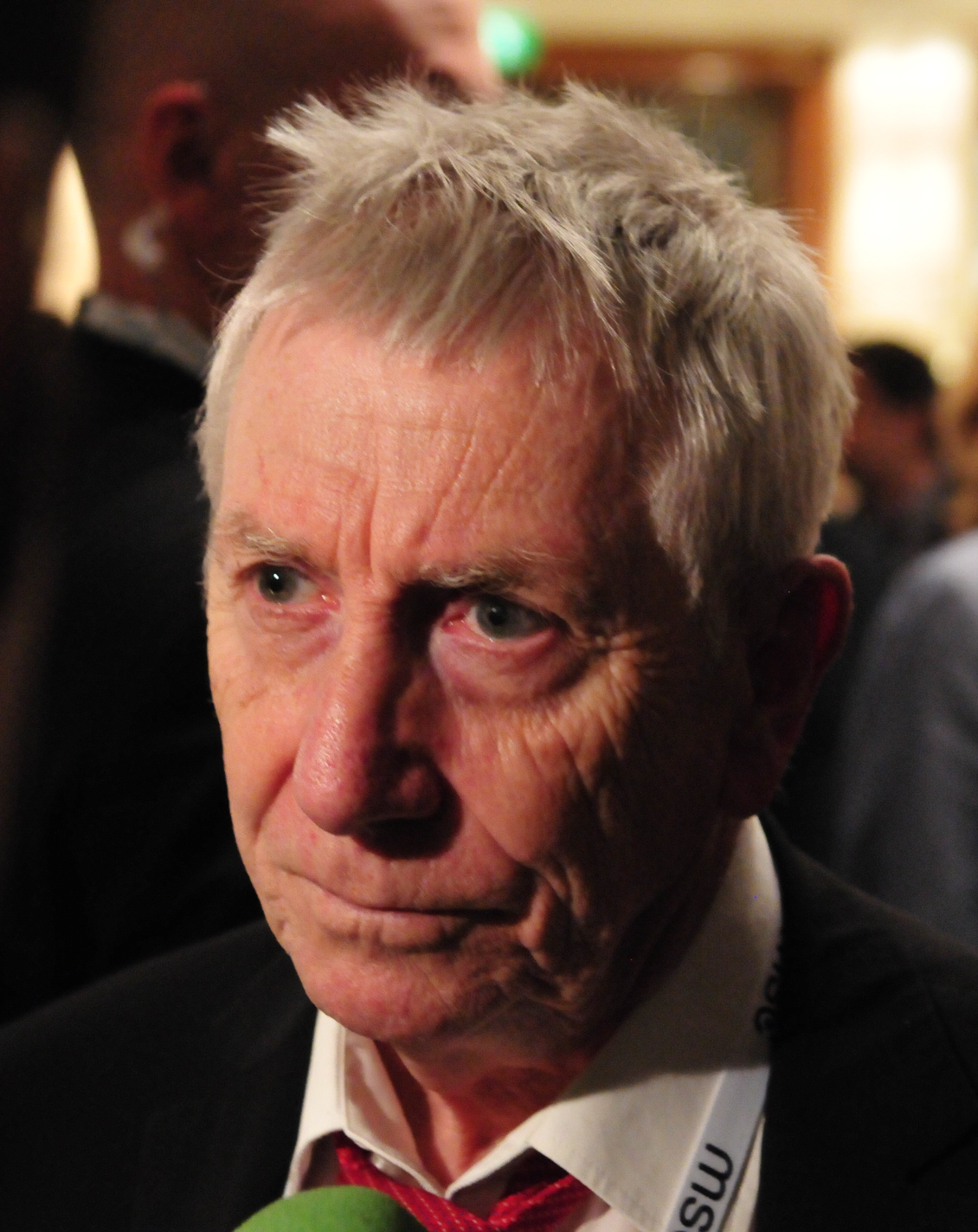
Wolfgang Gehrcke (2015)

Wolfgang Gehrcke-Reymann (* 8. September 1943 in Reichau) ist ein deutscher Politiker (DKP/PDS/Die Linke). Von 1981 bis 1989 war er Hamburger DKP-Vorsitzender. Von 1991 bis 1993 war er Bundesgeschäftsführer der PDS und von 1993 bis 1998 stellvertretender PDS-Bundesvorsitzender. Seit Oktober 2002 war Gehrcke Mitglied des Parteivorstands der PDS und von Juni 2007 bis 2012 Mitglied des Parteivorstands der Partei Die Linke. Er war von 1998 bis 2002 Mitglied des Deutschen Bundestages und stellvertretender Vorsitzender der PDS-Bundestagsfraktion. Von 2004 bis 2005 war er Mitglied des Landtages von Brandenburg, anschließend bis 2017 erneut Bundestagsabgeordneter.

## Leben und Beruf
Nach dem Besuch der Volksschule absolvierte Gehrcke in den Jahren 1959 bis 1961 eine Lehre in der Verwaltung und war anschließend als Verwaltungsangestellter bei der Bundesanstalt für Arbeit tätig. Ab 1968 war er im Verlagswesen und als Journalist tätig.
Wolfgang Gehrcke ist verheiratet mit Christiane Reymann und hat eine Tochter.

## Partei
Im Jahr 1961 wurde Gehrcke, nach seinem Ausschluss aus der SPD und den Falken, Mitglied der verbotenen KPD. Als Mitbegründer der Sozialistischen Deutschen Arbeiterjugend (SDAJ) war er in den Jahren 1968 bis 1974 deren stellvertretender Vorsitzender und von 1974 bis 1979 Bundesvorsitzender.
Wolfgang Gehrcke war ebenfalls aktiv bei der Neugründung der Deutschen Kommunistischen Partei (DKP) im Jahr 1968. Von 1973 bis 1989 war er Parteivorstands- und zeitweise Präsidiumsmitglied und bis 1989 acht Jahre lang Bezirksvorsitzender in Hamburg. In der Auseinandersetzung innerhalb der DKP über den politischen Kurs der Partei Ende der 1980er Jahre gehörte er zu der Gruppe der sogenannten Erneuerer. Er hatte mit Heinz Jung und Jörg Huffschmid 1989 die Reformalternative „BRD 2000“ vorgelegt und kritisierte, dass die DKP-Mitglieder keine effektiven Eingriffs-, Handlungs- und Entscheidungsmöglichkeiten in der Partei haben. Im Jahr 1990 verließ Wolfgang Gehrcke die DKP und wurde Mitglied der PDS.
In den Jahren 1991 bis 1993 war Gehrcke Bundesgeschäftsführer der PDS und von 1993 bis 1998 stellvertretender PDS-Bundesvorsitzender. Seit Oktober 2002 war Gehrcke Mitglied des Parteivorstands der PDS und von Juni 2007 bis 2012 Mitglied des Parteivorstands der Partei Die Linke.
Als im Herbst 2017 das Berliner Kino Babylon eine in seinen Räumen geplante Preisverleihung an den Journalisten Ken Jebsen nach Kritik seitens des Berliner Kultursenators Klaus Lederer (Die Linke), der in dieser einen „Jahrmarkt der Verschwörungsgläubigen und Aluhüte“ sah, abgesagt hatte und Lederers Vorgehen auch durch einen Beschluss des Bundesvorstandes der Linkspartei unterstützt worden war, mobilisierte Gehrcke zusammen mit seiner Frau und Diether Dehm für eine Protestkundgebung vor der Linkspartei-Bundeszentrale gegen angebliche Zensur.

## Abgeordneter
Gehrcke war in den Jahren 1998 bis 2002 und erneut von 2005 bis 2017 Mitglied des Deutschen Bundestages. Dort war er von 1998 bis 2002 stellvertretender Vorsitzender und außenpolitischer Sprecher der PDS-Bundestagsfraktion. Ab November 2005 war er Obmann der Linksfraktion im Auswärtigen Ausschuss. Er war Mitglied des Auswärtigen Ausschusses.
Außenpolitisch kritisierte Gehrcke u. a. den Irak-Krieg und bezeichnete ihn als völkerrechtswidrig. Ende der 1990er nahm Gehrcke zur Freilassung von zwei deutschen Entwicklungshelfern Kontakt zur kolumbianischen Widerstandsorganisation FARC auf. Später setzte sich Gehrcke für die Streichung der FARC von der Liste der Terroristischen Vereinigungen der Europäischen Union ein, als Begründung gab Gehrcke an, dass ansonsten keine offiziellen Friedensverhandlungen möglich seien.
Im September 2008 warnte er die NATO vor einer geplanten Wiederaufrüstung Georgiens, da dies seiner Ansicht nach einen Konflikt mit Russland verschärfen würde.
Gehrcke zog bei der Bundestagswahl 1998 über die Landesliste Brandenburg in den Bundestag ein. Bei der Bundestagswahl 2005 kandidierte er direkt im Wahlkreis 184 (Frankfurt am Main II) und errang das Bundestagsmandat über die Landesliste Hessen.
Gehrcke war seit 2007 Sprecher seiner Partei für Außenpolitik und internationale Zusammenarbeit sowie ab September 2009 Außenpolitischer Sprecher der Bundestags-Fraktion. Seit April 2011 ist er Leiter des Arbeitskreises Internationale Politik und Mitglied des Fraktionsvorstands. Er war Mitglied des Auswärtigen Ausschusses des Bundestages.
Vom Jahr 2004 bis zur Niederlegung seines Mandates am 20. Oktober 2005 war Gehrcke Mitglied des Landtages von Brandenburg.
An der Wahl des Bundespräsidenten am 23. Mai 2009 konnte er aufgrund eines kurz zuvor erlittenen Herzinfarktes nicht teilnehmen. Er zog über die Landesliste seiner Partei wieder in den Bundestag ein und bekleidete dort seitdem die Position des Außenpolitischen Sprechers der Bundestagsfraktion Die Linke. Ab 2011 leitet er den Arbeitskreis Internationale Politik und war Mitglied des Fraktionsvorstandes.
Anfang 2015 reiste Gehrcke zusammen mit Andrej Hunko während des Krieges in der Ostukraine in die Volksrepublik Donezk, offiziell zur Auslieferung zuvor in Russland eingekaufter medizinischer Hilfsgüter. Dabei trafen sie sich auch mit dem „Staatschef“ der international nicht anerkannten Volksrepublik, Alexander Wladimirowitsch Sachartschenko, was als Propagandaerfolg der prorussischen Separatisten gewertet wurde. Die ukrainische Regierung protestierte daraufhin beim Auswärtigen Amt in Berlin.
Im Jahr 2017 trat Gehrcke nicht mehr als Kandidat für den Bundestag an.

## Veröffentlichungen
- Wolfgang Gehrcke (Hrsg.) u. a.: Die Schlacht um 35 Stunden. Die Stahlkocher und ihr Streik. Weltkreis-Verlag, Dortmund 1982, ISBN 3-88142-211-0.
- Willi Bredel, Wolfgang Gehrcke (Nachwort): Unter Türmen und Masten. Geschichte Hamburgs in Geschichten. Weltkreis-Verlag, Dortmund 1987, ISBN 3-88142-254-4.
- Wolfgang Gehrcke (Hrsg.) u. a.: Brückenköpfe. Texte zur Programmdiskussion der PDS. Pahl-Rugenstein Nachf., Bonn 1992, ISBN 3-89144-156-8.
- Wolfgang Gehrcke: Deutsche Außenpolitik von links. Karl Dietz-Verlag, Berlin 2000, ISBN 3-320-01996-1.
- Wolfgang Gehrcke u. a.: 11. September. Vom Beschuss der Moneda zu den Kriegen des 21. Jahrhunderts. Rosa-Luxemburg-Stiftung Thüringen, 2004, ISBN 3-935850-23-9.
- Wolfgang Gehrcke u. a.: Die deutsche Linke, der Zionismus und der Nahost-Konflikt. Eine notwendige Debatte. Papyrossa Verlag, Köln 2009, ISBN 978-3-89438-410-4.
- mit Christiane Reymann (Hrsg.): Syrien – Wie man einen säkularen Staat zerstört und eine Gesellschaft islamisiert. Papyrossa Verlag, Köln 2013, ISBN 978-3-89438-521-7.
- Rufmord – Die Antisemitismus-Kampagne gegen links, (=Neue Kleine Bibliothek, Bd. 214), PapyRossa Verlag, Köln 2015, ISBN 978-3-89438-586-6.
- Christiane Reymann, Wolfgang Gehrcke Deutschland und Russland – wie weiter? Der Weg aus der deutsch-russischen Krise. edition berolina, Berlin 2017, ISBN 978-3-95841-057-2.